# Canada's Next Top Model (mùa 3)
Canada's Next Top Model, Mùa thi 3 là mùa thi thứ ba của chương trình Canada's Next Top Model. Jay Manuel vẫn tiếp tục tham gia chương trình này, với vai trò giám khảo chính và là người dẫn chương trình. Chương trình sẽ được phát sóng trên các kênh truyền hình CTV, A-Channel, Star! và FashionTelevisionChannel. Mùa thi năm nay sẽ tuyển chọn 11 cô gái thay vì 10 như dự định.
Hội đồng giám khảo của được giữ như mùa thi trước, bao gồm: Jeanne Beker, siêu mẫu Yasmin Warsame, và nhiếp ảnh gia hạng A Mike Ruiz. Nolé Marin vẫn đảm nhiệm vai trò chỉ đạo nghệ thuật như mùa thi trước.
Chương trình lần đầu tiên có điểm đến quốc tế là Nassau dành cho top 8 (top 7) và New York dành cho top 5 (top 4).
Người chiến thắng mùa thi này là Meaghan Waller, 19 tuổi từ Winnipeg. Cô giành được: 1 hợp đồng người mẫu với công ty Elmer Olsen Model Management, xuất hiện trên trang bìa của tạp chí Fashion và 1 hợp đồng quảng cáo tập đoàn Procter & Gamble trị giá $100.000.

## Các thí sinh
(Tuổi được tính từ ngày dự thi)
| Thí sinh           | Tuổi | Chiều cao              | Quê quán        | Bị loại ở | Thứ hạng           |
| ------------------ | ---- | ---------------------- | --------------- | --------- | ------------------ |
| Alexandra McCallum | 22   | 1,78 m (5 ft 10 in)    | Penticton       | Tập 1     | 11 (dừng cuộc thi) |
| Tiffany McDonald   | 23   | 1,73 m (5 ft 8 in)     | Toronto         | Tập 1     | 10                 |
| Jill Pukesh        | 19   | 1,73 m (5 ft 8 in)     | Vancouver       | Tập 2     | 9                  |
| Ebonie Finley      | 21   | 1,75 m (5 ft 9 in)     | Repentigny      | Tập 3     | 8                  |
| Tara Didon         | 19   | 1,80 m (5 ft 11 in)    | Châteauguay     | Tập 4     | 7                  |
| Rebeccah Wyse      | 19   | 1,75 m (5 ft 9 in)     | Ottawa          | Tập 5     | 6                  |
| Heather Delaney    | 21   | 1,78 m (5 ft 10 in)    | Halifax         | Tập 6     | 5                  |
| Maryam Massoumi    | 18   | 1,77 m (5 ft 9+1⁄2 in) | North Vancouver | Tập 7     | 4                  |
| Nikita Kiceluk     | 20   | 1,75 m (5 ft 9 in)     | Calgary         | Tập 8     | 3                  |
| Linsay Willier     | 22   | 1,75 m (5 ft 9 in)     | Edmonton        | Tập 8     | 2                  |
| Meaghan Waller     | 19   | 1,77 m (5 ft 9+1⁄2 in) | Winnipeg        | Tập 8     | 1                  |

## Các tập

### Tập 1: Ice Baby Ice
Lên sóng: 26 tháng 5 năm 2009
Từ hơn 4000 cô gái đăng kí dự thi, 20 người được đưa đến bến cảng Polson Pier tại Toronto để bắt đầu cuộc thi. Họ được gặp Jay lần đầu tiên và anh ngay lập tức chọn 9 người bước lên phía trước, trước khi thông báo rằng đó là những người mẫu thật còn 11 cô gái còn lại là những thí sinh chính thức của chương trình. Sau đó, họ được gặp giám đốc sáng tạo Nolé Marin cho buổi chụp hình đầu tiên theo phong cách thập niên 1980, trong khi phải tạo dáng cùng với động vật hoang dã. 
Trong khi buổi chụp hình diễn ra, Alexandra đã bất ngờ xin dừng cuộc thi do vết đau còn sót lại từ một tai nạn xe hơi gần đây. Nolé và Nigel sau đó gặp 10 cô gái để thông báo rằng buổi chụp hình này cũng là thử thách đầu tiên của họ và Heather là người thể hiện tốt nhất nên cô chọn Jill & Nikita để nhận thưởng là một buổi chụp hình trên một tảng băng trôi gần đảo Hoàng tử Edward và được ở trong căn hộ riêng, trong khi những người còn lại di chuyển vào căn hộ mới của mình. Ngày hôm sau, 7 cô gái đã có một ngày nghỉ và Jay đã yêu cầu họ phải luyện tập catwalk và tạo dáng của họ. Vào buổi đánh giá đầu tiên ngày tiếp theo với sự xuất hiện của giám khảo khách mời là Nigel Barker, Maryam được gọi tên đầu tiên còn Tiffany là thí sinh đầu tiên bị loại.
- Nhiếp ảnh gia: Nigel Barker
- Khách mời đặc biệt: Rebecca Aldworth

### Tập 2: Transformers
Lên sóng: 2 tháng 6 năm 2009
Nolé đánh thức 9 cô gái còn lại dậy sớm tại căn hộ và đưa họ tới một phiên tòa xét xử để gặp Jay, trước khi anh công bố diện mạo mới cho họ và đưa tới tiệm salon & spa Holts để nhận. Ngày hôm sau, họ gặp Jay và stylish June Ambrose tại cửa hàng H&M cho thử thách phối đồ trong 15 phút, khi họ phải chọn một món phụ kiện trên bàn trước khi chọn những món đồ khác trong cửa hàng để phối với phụ kiện đó. Kết quả là Rebeccah chiến thắng thử thách nên sẽ nhận được một bộ váy từ Matthew Williamson và một buổi mua sắm tại H&M trị giá $2500.
Sau đó, họ được đưa tới bảo tàng nghệ thuật AGO cho buổi chụp hình thời trang cao cấp tạo dáng trên thang leo cùng với người mẫu nam. Vào buổi đánh giá ngày tiếp theo với sự xuất hiện của giám khảo khách mời là June Ambrose, Nikita được gọi tên đầu tiên còn Jill là thí sinh tiếp theo bị loại.
- Nhiếp ảnh gia: Max Abadian
- Khách mời đặc biệt: Denis Binet, Natalie Gee, June Ambrose, Emily Scarlett

### Tập 3: Skating On Thin Ice...
Lên sóng: 9 tháng 6 năm 2000
8 cô gái còn lại được gặp Mike & Yasmin tại hồ bơi của căn hộ cho buổi học tạo dáng trong mọi điều kiện xung quanh, khi họ được bắt cặp và một người sẽ tạo dáng trong khi người kia tạt nước vào họ. Ngày hôm sau, họ đã phải dậy rất sớm để chuận bị cho thử thách, nhưng Nikita đã quá mệt mỏi và quay lại giường ngủ. Sau đó, Jay đến gặp họ cùng với nhiếp ảnh gia Christopher Wadsworth và Helen Pak từ cơ quan quảng cáo Saatchi & Saatchi Canada cho thử thách chụp hình tái tạo lại ảnh quảng cáo của CoverGirl trong 5 lần bấm máy, khi họ phải tạo dáng trong khi bôi hoa quả trên môi. Kết quả là Linsay chiến thắng thử thách và được thêm 50 lần bấm máy chụp ảnh. Các cô gái sau đó háo hức khi Jay thông báo rằng họ sẽ được đến Nassau cho buổi chụp hình, nhưng Maryam không thể đi cùng mọi người vì không có hộ chiếu.
Ngày hôm sau sau khi các cô gái bay tới Nassau, họ được đưa tới đảo Rose cho buổi chụp hình tiếp theo hóa thân thành cô dâu sau vụ đắm tàu, trong khi Maryam ở Toronto sẽ chụp hình trong một studio cùng với Christopher. Sau đó, họ đã có một buổi tối nhảy nhót tại khách sạn. Ngày tiếp theo, họ quay về Toronto cho buổi đánh giá tiếp theo với sự xuất hiện của giám khảo khách mời là Helen Pak. Kết quả là Nikita được gọi tên đầu tiên còn Ebonie là thí sinh tiếp theo bị loại.
- Nhiếp ảnh gia: Kurt Gardner, Christopher Wadsworth
- Khách mời đặc biệt: Helen Pak

### Tập 4: Model Meltdown
Lên sóng: 16 tháng 6 năm 2000
7 cô gái còn lại đã có một buổi học về cách giới thiệu bản thân một cách tự tin từ Mike và siêu mẫu Irina Lăzăreanu, trước khi có thử thách quảng cáo cho váy bao bố trong khi tự tin đọc lời thoại líu lưỡi trước mặt họ. Kết quả là Heather chiến thắng thử thách và nhận được một chiếc laptop Notebook PC từ LG khi quay về căn hộ, trước khi Heather & Nikita bắt buộc phải dọn vào phòng ngủ cùng những người khác.
Ngày hôm sau, các cô gái đã được kiểm tra da liễu và cách chăm sóc da tại phòng khám Medcan. Sau đó, họ được đưa tới studio The Fifth cho buổi chụp hình chân dung vẻ đẹp kịch tính, trong khi miệng của họ sẽ bị bịt kín bằng băng keo. Sau đó, Rebeccah suy sụp và không quay về căn hộ cùng với các cô gái, trong khi những người còn lại đã tổ chức tiệc tùng tại căn hộ. Vào buổi đánh giá ngày tiếp theo với sự xuất hiện của giám khảo khách mời là Irina Lăzăreanu, Maryam được gọi tên đầu tiên còn Tara là thí sinh tiếp theo bị loại.
- Nhiếp ảnh gia: Chris Nicholls
- Khách mời đặc biệt: Irina Lăzăreanu, Paul Cohen

### Tập 5: Battle of the Blondes
Lên sóng: 23 tháng 6 năm 2009
6 cô gái còn lại được đưa tới đài truyền hình MTV cho một buổi học về cách đối mặt trước giới truyền thông từ Jessi Cruickshank & Dan Levy của The After Show, trước khi từng người được phỏng vấn từ họ trong một tình huống cụ thể. Sau đó, Jeanne đến và sẽ đưa họ tới đêm mở màn của Toronto’s LG Fashion Week 2009, sau khi các cô gái phải thay đồ và phụ kiện trong 10 phút. Sau khi tới nơi, họ được phỏng vấn bởi 2 phóng viên Trevor Boris & Lainey Lui, mà không biết rằng Jeanne bí mặt theo dõi họ. Kết quả là Nikita chiến thắng thử thách và nhận được một buổi mua sắm tại trung tâm mua sắm Holt Renfrew trị giá $4000.
Ngày hôm sau, Meaghan quyết định tới nha khoa The Art Of Dentistry để làm niềng răng vô hình thay vì đeo niềng. Sau đó, họ được đưa tới hộp đêm Tryst cho buổi chụp hình tiếp theo cho điện thoại LG Secret, khi họ sẽ tạo dáng theo cặp trong đám đông và phải cố gắng tỏa sáng hơn người kia. Nhưng trước đó, họ được xem cách Yasmin chụp hình và tạo dáng. Vào buổi đánh giá ngày tiếp theo với sự xuất hiện của giám khảo khách mời là Dan Levy, Meaghan được gọi tên đầu tiên còn Rebeccah là thí sinh tiếp theo bị loại.
- Nhiếp ảnh gia: Dan Lim
- Khách mời đặc biệt: Jessi Cruickshank, Dan Levy, Trevor Boris, Lainey Lui, Sol Weiss, Marlo Szellos

### Tập 6: Bright Lights - No Pity
Lên sóng: 30 tháng 6 năm 2009
5 cô gái còn lại được gặp Jay và quán quân mùa trước Rebecca Hardy tại Tháp CN để nói về trải nghiệm khi đi casting, trước khi Jay thông báo rằng họ sẽ được đi casting tại New York. Một lần nữa vì chưa có hộ chiếu, Maryam không thể đi cùng mọi người. Ngày hôm sau, họ được bay tới New York và di chuyển trên phòng tổng thống tại khách sạn Sheraton. Sau đó, họ được nhận $100, bản đồ, quyển portfolio của họ và điện thoại LG cho thử thách casting tại 5 nơi: Richie Rich, Tibi New York, Alice + Olivia, Cynthia Steffe và Loris Diran, trong 2.5 giờ và phải quay lại VNY Models trước khi hết giờ. Kết quả là Nikita là người duy nhất quay về muộn, trước khi Elmer Olsen từ Elmer Olsen Model Management gặp họ để thông báo rằng Meaghan chiến thắng thử thách. Sau đó, họ đã có một buổi tối đi dạo ở Quảng trường Thời Đại.
Ngày tiếp theo, các cô gái được đưa tới quán bar ngoài trời 230 Fifth cho buổi chụp hình tiếp theo hóa thân thanh 2 nhân cách khác nhau, khi họ sẽ hóa thân thành một trợ lí trước khi lại hóa thân thành một nữ diva với trợ lí giúp đỡ. Sau đó, họ được nhận $5000 để tiêu xài cho đêm cuối cùng của họ. Trong khi ở Toronto, Maryam quyết định nhờ một người bạn nhiếp ảnh gia để chụp hình chân dung tạo dáng với con tắc kè. Vào buổi đánh giá ngày tiếp theo sau khi tất cả quay về Toronto với sự xuất hiện của giám khảo khách mời là Richie Rich, Linsay được gọi tên đầu tiên, Maryam được an toàn nhưng sẽ chỉ được nhận một tờ giấy trắng, còn Heather là thí sinh tiếp theo bị loại.
- Nhiếp ảnh gia: Amber Grey
- Khách mời đặc biệt: Richie Rich, Liz Walker, Stephanie Unwin, Lisa Jackson, Justin Teodoro, Loris Diran, Elmer Olsen, Sutan Amrull, Danielle Bibas

### Tập 7: Rippin' It Up
Lên sóng: 7 tháng 7 năm 2009
Jay và chuyên gia catwalk J. Alexander đến gặp 4 cô gái còn lại tại căn hộ cho một buổi tập catwalk trong đồ bơi và váy bó. Sau đó, họ gặp lại J. Alexander đi catwalk trong váy làm từ khăn giấy Cashmere tại câu lạc bộ Ultra để trình diễn thời trang trong váy làm từ khăn giấy, trước khi tham gia thử thách chính là trình diễn thời trang trong thiết kế làm từ khăn giấy của 4 nhà thiết kế. Stylist Michelle Lyte sau đó đã dặn dò các cô gái phải cực kì cẩn thận với bộ váy thiết kế đó và Maryam đã vô tình làm rách váy của Linsay trong khi giúp cô thay đồ. Kết quả là Linsay chiến thắng thử thách và giành được một chuyến mua sắm giày tại Holt Renfrew cùng với J. Alexander.
Ngày hôm sau, họ có buổi chụp hình chân dung vẻ đẹp cho CoverGirl Exact Eyelights, và quán quân sẽ có tấm hình chụp ngày hôm nay là chiến dịch quảng cáo toàn quốc. Vào buổi đánh giá ngày tiếp theo với sự xuất hiện của giám khảo khách mời là J. Alexander, các cô gái được yêu cầu phải đi catwalk trước mặt các giám khảo. Kết quả là Linsay được gọi tên đầu tiên còn Maryam là thí sinh tiếp theo bị loại.
- Nhiếp ảnh gia: Mike Ruiz
- Khách mời đặc biệt: J. Alexander, Michelle Lyte, Nancy Marcus, Thien Le, David Dixon, Joyce Gunhouse, Lucian Matis,

### Tập 8: Rockin' the Runway
Lên sóng: 14 tháng 7 năm 2009
3 cô gái còn lại được đưa tới khách sạn King Edward cho buổi chụp hình cuối cùng cho ảnh bìa tạp chí Fashion. Vào buổi đánh giá với sự xuất hiện của giám khảo khách mời là Susie Sheffman, Linsay là thí sinh đầu tiên được đi tiếp, Meaghan là thí sinh thứ hai còn Nikita là thí sinh cuối cùng bị loại.
Ngày hôm sau, Meaghan và Linsay được gặp Nolé cho buổi trình diễn thời trang cuối cùng cho The Blonds. Ngày tiếp theo, họ đã thu dọn đồ đạc để rời khỏi căn hộ. Vào buổi đánh giá cuối cùng, Meaghan đã trở thành quán quân thứ ba của Canada's Next Top Model.
- Nhiếp ảnh gia: Gabor Jurina
- Khách mời đặc biệt: Ceri Marsh, Susie Sheffman, Rebecca Hardy, Phillipe Blond, David Blond, J. Alexander, Elmer Olsen

## Thứ tự gọi
| 1  | Maryam    | Nikita   | Heather  | Maryam   | Meaghan  | Linsay  | Linsay  | Linsay  | Meaghan |
| 2  | Heather   | Heather  | Meaghan  | Nikita   | Maryam   | Meaghan | Nikita  | Meaghan | Linsay  |
| 3  | Tara      | Ebonie   | Maryam   | Heather  | Nikita   | Maryam  | Meaghan | Nikita  |         |
| 4  | Meaghan   | Tara     | Rebeccah | Meaghan  | Heather  | Nikita  | Maryam  |         |         |
| 5  | Rebeccah  | Linsay   | Linsay   | Rebeccah | Linsay   | Heather |         |         |         |
| 6  | Nikita    | Meaghan  | Nikita   | Linsay   | Rebeccah |         |         |         |         |
| 7  | Ebonie    | Maryam   | Tara     | Tara     |          |         |         |         |         |
| 8  | Linsay    | Rebeccah | Ebonie   |          |          |         |         |         |         |
| 9  | Jill      | Jill     |          |          |          |         |         |         |         |
| 10 | Tiffany   |          |          |          |          |         |         |         |         |
| 11 | Alexandra |          |          |          |          |         |         |         |         |

     Thí sinh dừng cuộc thi
     Thí sinh bị loại
     Thí sinh chiến thắng chung cuộc
- Ở tập 1, Alexandra dừng cuộc thi.

### Buổi chụp ảnh
- Tập 1: Thời trang thập niên 1980 với động vật hoang dã
- Tập 2: Tạo dáng trên thang leo với người mẫu nam
- Tập 3: Cô dâu trong vụ đắm tàu
- Tập 4: Ảnh chân dung avant-garde với băng keo dính trên miệng
- Tập 5: Ảnh quảng cáo điện thoại LG trong quán bar
- Tập 6: Hóa thân thành người mẫu và người tạo mẫu
- Tập 7: Ảnh quảng cáo cho CoverGirl Exact Eye Lights
- Tập 8: Ảnh bìa tạp chí Fashion

### Thay đổi vẻ ngoài
- Ebonie: Tóc ngắn nâu kiểu Halle Barry; sau đó, Tóc bob đen
- Heather: Nhuộm vàng dâu và tẩy lông mày
- Jill: Cắt ngắn tới vai và nhuộm vàng bạch kim kiểu Deborah Harry
- Linsay: Tóc ngắn đen kiểu Linda Evangelista
- Maryam: Cắt ngắn tới vai kiểu Vidal Sassoon
- Meaghan: Nối tóc vàng và thêm mái ngố
- Nikita: Nhuộm đen và cắt mái ngố cực ngắn kiểu Bettie Paige
- Rebeccah: Tóc tém vàng bạch kim kiểu Agyness Deyn
- Tara: Cắt đều và thêm mái cạnh